# Oenanthe peucedanoides
Oenanthe peucedanoides är en flockblommig växtart som beskrevs av Wredow. Oenanthe peucedanoides ingår i släktet stäkror, och familjen flockblommiga växter. Inga underarter finns listade i Catalogue of Life.